# Erzherzog Albrecht-Bahn

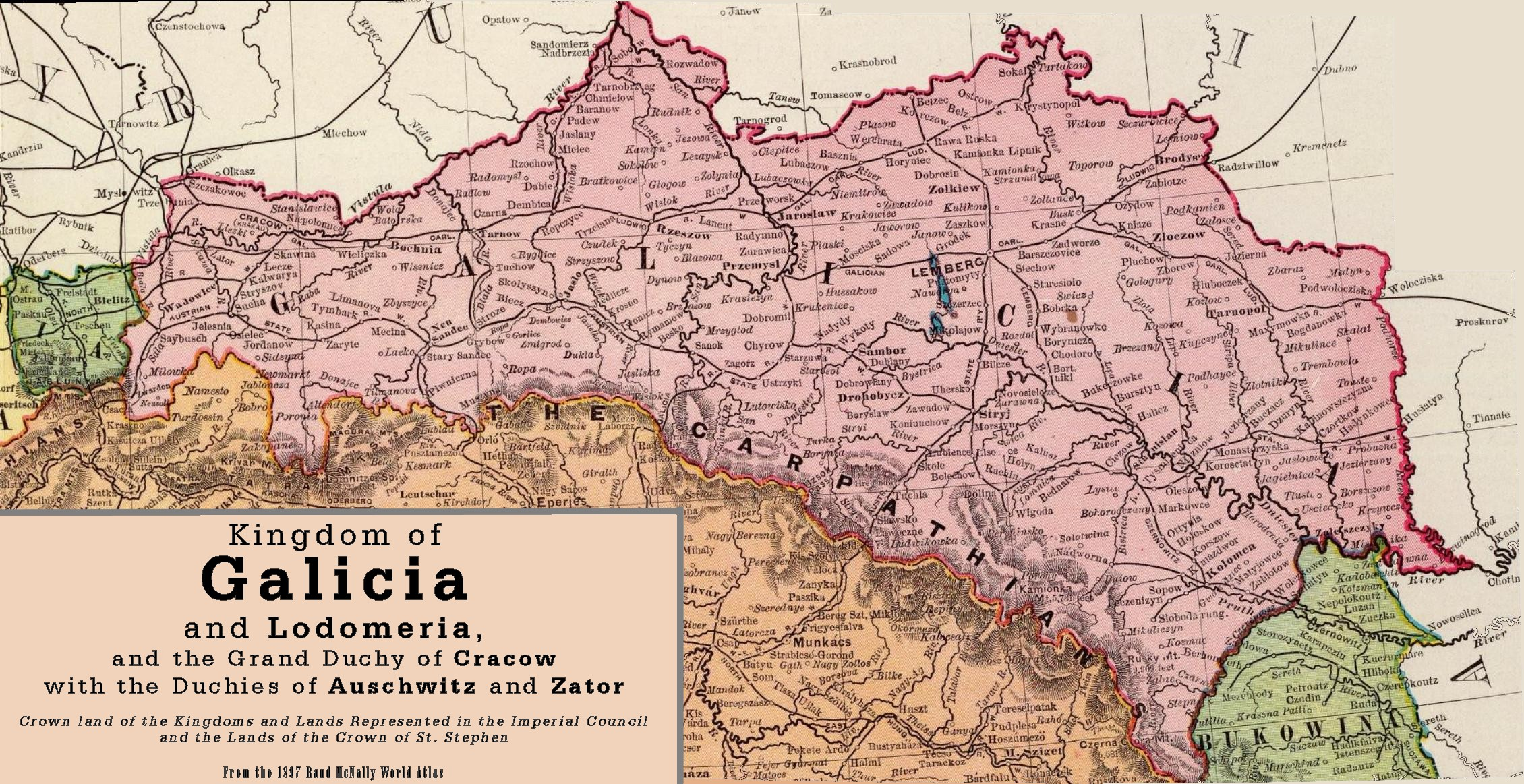
Galícia és Lodoméria térképe 1897-ből a vasútvonalakkal, az EAB hálózatrésze a keleti felén látható

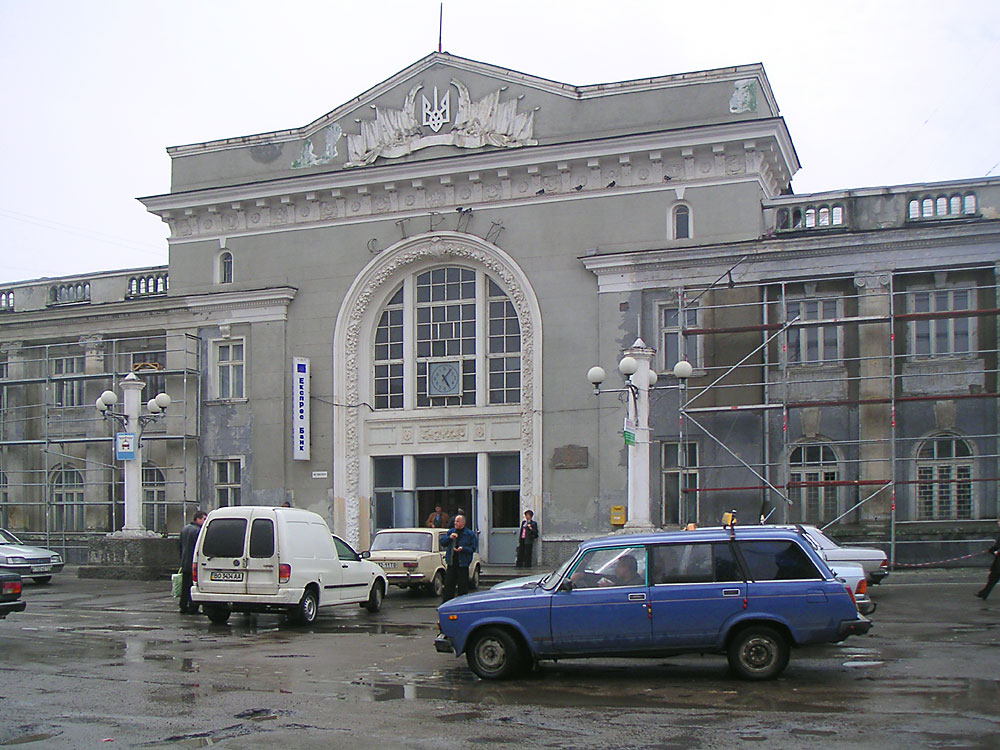
Sztrij vasútállomásának felvételi épülete

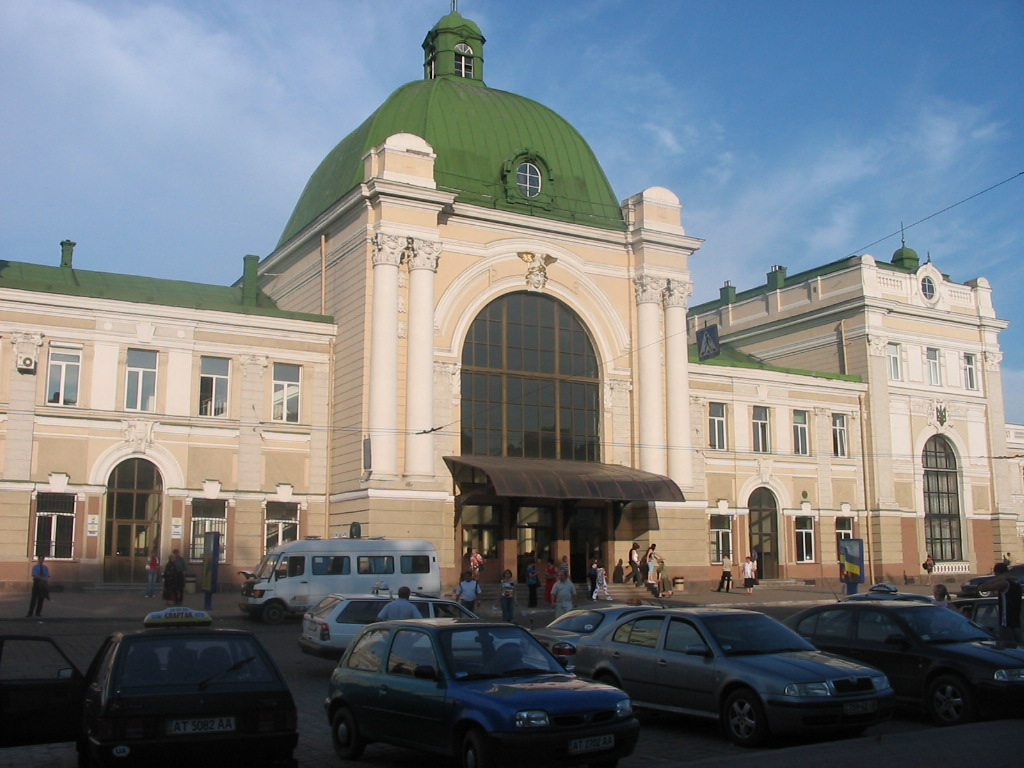
Ivano-Frankivszk (korábban: Stanislau) vasútállomásának felvételi épülete

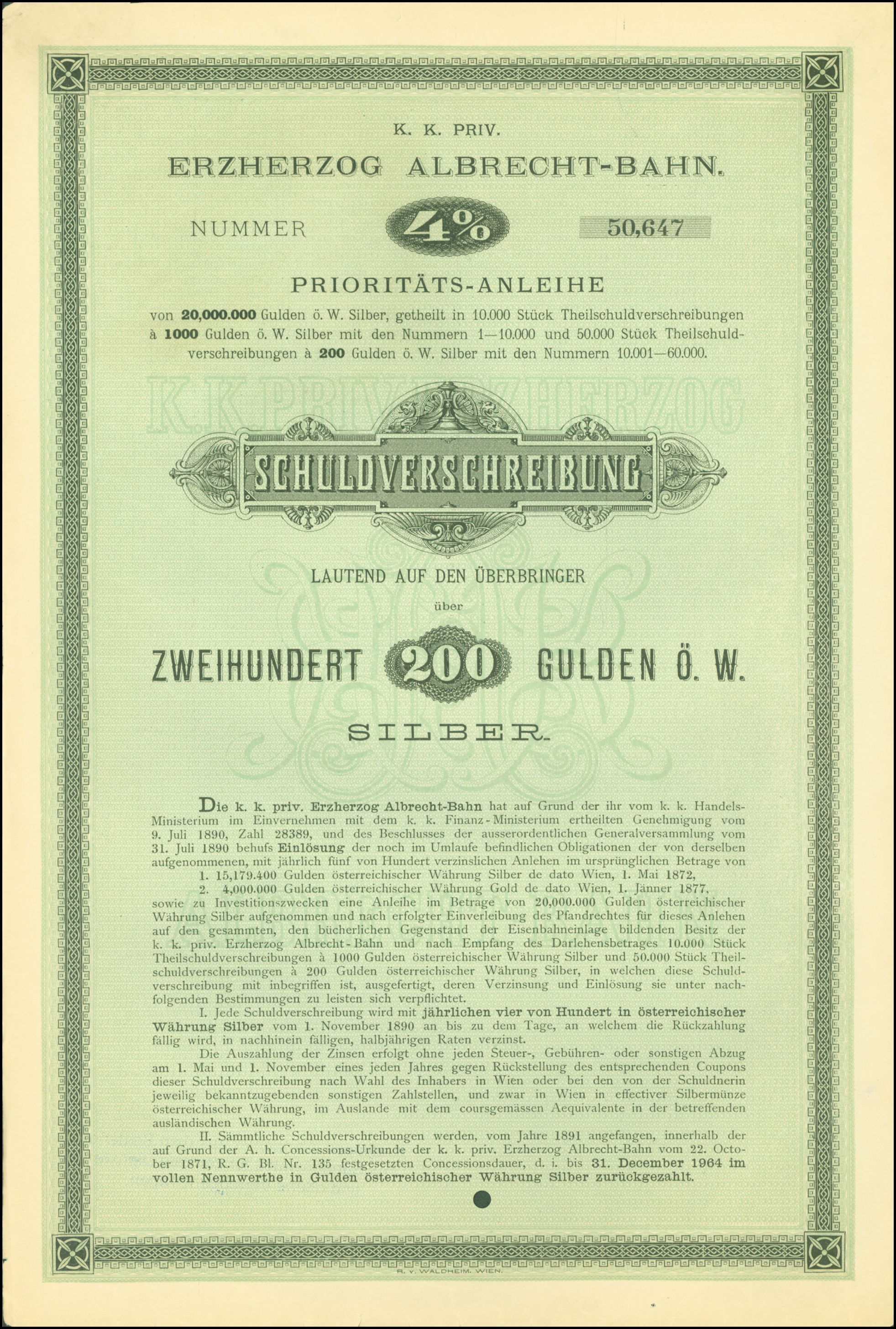
A cs. k. szab. Erzherzog Albrecht-Bahn 1890. nov. 1-jei kötvénye 200 koronáról

Az Erzherzog Albrecht-Bahn (EAB; lengyelül: Kolej Arcyksięcia Albrechta) egy egykori vasúttársaság volt az  Osztrák-Magyar Monarchiában, melynek vonalai a mai Ukrajna területén voltak. A nevét Habsburg–Tescheni Albert főhercegről kapta.

## Története
Felmerült a vasúttársaságok fejlesztése Galíciában, különös tekintettel egy új vasútvonal építésére Lembergtől Stryjen át Stanislauig (ma: Ivano-Frankivszk), tovább a Kárpátokon át a Magyar Királyság felé. Opcionális terv volt a Lemberg–Stryj vonal továbbépítése Munkácsig Magyarországra, továbbá egy szárnyvonal építése Stryjból Stanislauba.
A koncessziót, melyet felülvizsgálat után 1871. október 12-én hagytak jóvá,
egy csoport kapta, melyet  herceg Calixtus Poniński, herceg Adam Schein, herceg Jerome Schein, Dr. Tadeusz Rayski, Charles Hubicki és Galizischen Nationalbank alkottak. Ez a csoport 1872. február 17-én megalapította a  k.k.priv. Erzherzog Albrecht-Bahn-t az 1872. február 12-én jóváhagyott alapító okirat alapján.
Közel két évvel az építés megkezdése után 1873. október 16-án megnyitották a Lemberg–Stryj vasútvonalat, melyet 1875. január  1-én követett a Stryj–Stanislau szakasz.
Az indulás évében 16 mozdonya, 34 személy- és 403 tehervagonnal indult a társaság melyet a Stanislau szakasz megnyitása után további 13 személy- és 103 tehervagonnal növeltek.
1883. május 18-án a k.k. Staatsbahnen (kkStB) szerződéssel átvette a Társaság üzemeltetését, majd 1884. január 1-én ténylegesen is a kkStB tulajdonába került az EAB hálózata.
Stanislau után 1883. július 8-án került sor a Lokalbahn Dolina–Wygoda megnyitására. A vasút üzemeltetésére a koncessziót 1883 március 1-én adták ki.
A rövid vasútvonal a személyszállítás mellett főként a fát szállított a wyhodai fűrésztelepre.
A társaságot az egyre romló pénzügyi helyzete miatt a vasutat 1891. január 1-én államosították. A vonal és a teljes infrastruktúra a kkStB tulajdonába került.

## Vonalai
- Lemberg–Stryj (73,45 km)
- Stryj–Stanislau (107,5 km)
- Dolina–Wygoda (8,612 km)

## Fordítás
- Ez a szócikk részben vagy egészben  az   Erzherzog Albrecht-Bahn című német Wikipédia-szócikk fordításán alapul.  Az eredeti cikk szerkesztőit annak laptörténete sorolja fel. Ez a jelzés csupán a megfogalmazás eredetét és a szerzői jogokat jelzi, nem szolgál a cikkben szereplő információk forrásmegjelöléseként.

## Lásd még
- Az Erzherzog_Albrecht-Bahn vonalhálózata
- A kkStB által üzemeltetett vonalhálózat
- Ivano-Frankivszk–Deljatin–Rahó-vasútvonal